# Nhà thờ Thánh James ở Banská Bystrica
Nhà thờ Thánh James ở Banská Bystrica (tiếng Slovakia: Kostol svätého Jakuba v Banská Bystrica) là một trong những nhà thờ Công giáo La Mã ở thành phố Banská Bystrica, vùng Banská Bystrica, Slovakia. Vào ngày 26 tháng 6 năm 1963, nhà thờ được ghi danh vào Danh sách Di tích Trung ương.

## Lịch sử
Theo các nguồn tài liệu, nhà thờ có khả năng được xây vào khoảng thập niên 20 của thế kỷ 14. Diện mạo ban đầu của nhà thờ khác xa so với hiện nay bởi vì nhà thờ đã bị phá dỡ rồi được xây dựng lại nhiều lần.
Công việc trùng tu nhà thờ ở quy mô lớn diễn ra từ đầu thế kỷ 15, cụ thể là từ năm 1413. Lúc bấy giờ, Đức Cha Benedikt đại diện cho Đức Tổng Giám mục John III của Esztergom đến thăm thành phố Banská Bystrica và cử hành lễ thánh hiến cho thà thờ có diện mạo mới. Nhà thờ Thánh James cũng trải qua một lần tái thiết khác trước năm 1516.
Trong thế kỷ 17, nhà thờ được gia cố chắc chắn hơn bằng các bức tường đá, trong thời điểm diễn ra.nhiều cuộc nổi dậy chống lại hoàng tộc Habsburgs, cũng như nhiều cuộc chinh phạt của quân đội Thổ Nhĩ Kỳ.